# 플로리아나 FC
플로리아나 FC(Floriana Football Club)는 몰타 플로리아나를 연고로 하는 축구 클럽이다. 이 팀은 1894년에 창단 되었으며 현재는 몰타 프리미어리그에 참가하고 있다.

## 선수 명단

### 현역
참고: FIFA 자격 규정에 따라 소속된 국가대표팀 국기를 표시합니다. 선수는 복수의 FIFA 비회원국 국적을 가지고 있을 수 있습니다.
| 번호 | 포지션 | 국적 | 이름          |
| ---- | ------ | ---- | ------------- |
| 9    | MF     | 몰타 | 케마르 레이드 |
| 22   | FW     | 몰타 | 키리안 은오코 |

| 번호 | 포지션 | 국적 | 이름 |
| ---- | ------ | ---- | ---- |

## 역대 감독
| 감독              | 임기      |
| ----------------- | --------- |
| 루이스 올리베이라 | 2015~2016 |
| 루이스 올리베이라 | 2018      |
| 마우로 카모라네시 | 2023~2024 |
| 대런 압딜라       | 2024~     |

틀:플로리아나 FC 선수 명단